# CF Monterrey Femenil
CF Monterrey Femenil, auch als Rayadas de Monterrey bezeichnet, ist eine Frauenfußballmannschaft aus der mexikanischen Stadt Monterrey, die dem Fußballverein CF Monterrey angeschlossen ist.

## Geschichte
Für den Frauenfußball in Mexiko begann eine neue Epoche, als Ende 2016 die Gründung der Liga MX Femenil beschlossen wurde, die prinzipiell als „geschlossene Gesellschaft“ der Erstligavereine aus der Liga MX gilt.
Wie auch bei vielen anderen Vereinen führte die Gründung dieser Liga zu einer Reihe von Neugründungen von Frauenmannschaften innerhalb der bestehenden Sportvereine, von denen einige bis dato nur Männer- und Jungenmannschaften unterhalten hatten. So war es auch bei den Rayados de Monterrey, die die Gründung dieser Liga zum Anlass nahmen, um den Jahreswechsel 2016/17 selbst eine Frauenfußballmannschaft auf die Beine zu stellen.
Gemeinsam mit ihrem ebenfalls neu gegründeten Lokalrivalen Tigres Femenil und der schon länger bestehenden Mannschaft von Chivas Femenil entwickelten sich die Rayadas zu einer der führenden Frauenfußballmannschaften Mexikos, die bisher (Stand: Ende 2022) sechsmal die Finalspiele der Liga MX Femenil erreicht haben, die sie in fünf Fällen gegen die benachbarten Tigres Femenil bestritten. Während drei Vergleiche gegen den Rekordmeister (5 Titel bis Ende 2022) verloren wurden (ebenso wie das Finale der Clausura 2020 gegen América Femenil), konnten die Rayadas auch zwei Endspiele für sich entscheiden und gewannen die Meisterschaft in der Apertura 2019 sowie zwei Jahre später in der Apertura 2021.
Der Erfolg der beiden Mannschaften aus dem Großraum von Monterrey erklärt sich vor allem durch die Bedeutung der beiden Hauptvereine CF Rayados de Monterrey und UANL Tigres; denn für die Fans spielt es keine Rolle, ob es sich um die Männer- oder die Frauenfußballmannschaft handelt.
In der Clausura 2023 stellte die Mannschaft einen neuen Rekord in der Liga auf, als sie nach einem 5:0-Sieg gegen Pachuca bereits 688 Minuten ohne Gegentor geblieben waren und damit ausgerechnet den bis dahin von ihrem Lokalrivalen gehaltenen Rekord einstellten, der zuvor 633 Minuten ohne Gegentor überstanden hatte.

## Personen
Zu den Persönlichkeiten der Rayadas, die einen besonderen Rekord aufgestellt haben, zählen: 
- die Torjägerin Desirée Monsiváis, die (Stand: Januar 2023) die meisten Treffer in der Liga MX Femenil erzielt hatte[5] und zweimal Torschützenkönigin der Liga wurde;
- die in der Saison 2021/22 zur besten Nachwuchsspielerin der Liga MX Femenil gekürte Diana García und
- die zur besten Trainerin des Jahres 2022 ausgezeichnete Eva Espejo,[6] die als erste Frau auf dem Trainerposten einen Meistertitel in der Liga MX Femenil gewinnen konnte.[7]

## Erfolge
- Mexikanischer Frauenfußballmeister: Apertura 2019, Apertura 2021